# Isotes
Isotes là một chi bọ cánh cứng trong họ Chrysomelidae.
Chi này được Weise miêu tả khoa học năm 1922.

## Các loài
Các loài trong chi này gồm:
- Isotes abbreviata (Baly, 1886)
- Isotes abdominalis (Jacoby, 1879)
- Isotes aeneipennis (Baly, 1886)
- Isotes agatha (Bechyne & Bechyne, 1969)
- Isotes alberta (Bechyne, 1956)
- Isotes albicornis (Fabricius, 1798)
- Isotes albidocincta (Baly, 1891)
- Isotes albocincta (Baly, 1889)
- Isotes albomarginata (Baly, 1889)
- Isotes albopicta (Baly, 1889)
- Isotes alcyone (Baly, 1889)
- Isotes alternata (Baly, 1886)
- Isotes amazona (Weise, 1916)
- Isotes anisochroma (Bechyne, 1958)
- Isotes antonia (Bechyne, 1956)
- Isotes argentina (Cabrera, 1995)
- Isotes assimilis (Gahan, 1891)
- Isotes atriventris (Jacoby, 1880)
- Isotes atrobasalis (Bowditch, 1911)
- Isotes babetta (Bechyne & Bechyne, 1961)
- Isotes basalis (Jacoby, 1880)
- Isotes beatrix (Bechyne, 1958)
- Isotes bertonii (Bowditch, 1912)
- Isotes bicincta (Bowditch, 1912)
- Isotes blattoides (Jacoby, 1892)
- Isotes borrei (Baly, 1889)
- Isotes bosqui (Christensen, 1943)
- Isotes brasiliensis (Jacoby, 1888)
- Isotes brigitta (Bechyne, 1956)
- Isotes bucki (Bechyne & Bechyne, 1962)
- Isotes butleri (Baly, 1886)
- Isotes callanga (Bechyne, 1956)
- Isotes cargona (Bechyne, 1958)
- Isotes caryocara (Bechyne, 1956)
- Isotes cassia (Bechyne, 1956)
- Isotes cephalostigma (Bechyne & Bechyne, 1969)
- Isotes certans (Bechyne, 1958)
- Isotes cinctella (Chevrolat, 1844)
- Isotes complicata (Jacoby, 1887)
- Isotes corallina (Jacoby, 1887)
- Isotes corrugata (Baly, 1889)
- Isotes cribrata (Gahan, 1891)
- Isotes crucigera (Weise, 1916)
- Isotes cyaneoplagiata (Bowditch, 1912)
- Isotes darlingtoni (Blake, 1937)
- Isotes delicula (Erichson, 1847)
- Isotes depressa (Jacoby, 1887)
- Isotes deyrollei (Baly, 1865)
- Isotes digna (Gahan, 1891)
- Isotes dilatata (Jacoby, 1887)
- Isotes dimidiata (Baly, 1859)
- Isotes dimidiaticornis (Baly, 1886)
- Isotes dimidiatipennis (Baly, 1865)
- Isotes discoplana (Bechyne, 1956)
- Isotes discoplana (Bechyne, 1956)
- Isotes discrepans (Baly, 1889)
- Isotes distinguenda (Jacoby, 1887)
- Isotes diversa (Gahan, 1891)
- Isotes divisa (Baly, 1879)
- Isotes donata (Bechyne, 1956)
- Isotes dorsalis (Jacoby, 1879)
- Isotes dulcis (Gahan, 1891)
- Isotes erasmia (Bechyne, 1956)
- Isotes errans (Bechyne, 1958)
- Isotes eruptiva (Bechyne, 1955)
- Isotes erythroptera (Baly, 1889)
- Isotes eusebia (Bechyne, 1956)
- Isotes exserta (Bechyne, 1958)
- Isotes figurata (Jacoby, 1887)
- Isotes gemmula (Jacoby, 1887)
- Isotes gibbosa (Baly, 1886)
- Isotes haenschi (Bowditch, 1912)
- Isotes hebe (Baly, 1865)
- Isotes hemixantha (Baly, 1889)
- Isotes ignacia (Bechyne, 1956)
- Isotes ilicina (Bechyne, 1956)
- Isotes imbuta (Erichson, 1847)
- Isotes intermedia (Baly, 1886)
- Isotes interruptofasciata (Baly, 1879)
- Isotes isignita (Baly, 1866)
- Isotes justinia (Bechyne, 1956)
- Isotes laevicollis (Jacoby, 1887)
- Isotes lata (Baly, 1886)
- Isotes leucospila (Baly, 1886)
- Isotes limbifera (Baly, 1879)
- Isotes lineatopunctata (Jacoby, 1887)
- Isotes luctuosa (Weise, 1921)
- Isotes lugubris (Baly, 1886)
- Isotes luteola (Jacoby, 1887)
- Isotes maina (Bechyne, 1956)
- Isotes marcapa (Bowditch, 1912)
- Isotes marginella (Jacoby, 1879)
- Isotes mexicana (Harold, 1875)
- Isotes meyeriana (Bechyne & Bechyne, 1969)
- Isotes mimica (Weise, 1921)
- Isotes moritzi (Bechyne, 1956)
- Isotes multipunctata (Jacoby, 1878)
- Isotes nabora (Bechyne, 1956)
- Isotes neoallardi (Blake, 1953)
- Isotes nestina (Bechyne, 1956)
- Isotes nigripes (Weise, 1921)
- Isotes nigropicta (Jacoby, 1887)
- Isotes nigroplagiata (Jacoby, 1880)
- Isotes nitidula (Jacoby, 1887)
- Isotes obscuromaculata (Jacoby, 1889)
- Isotes octosignata (Baly, 1879)
- Isotes onira (Bechyne & Bechyne, 1961)
- Isotes opacicollis (Jacoby, 1887)
- Isotes opacipennis (Baly, 1879)
- Isotes oxybella (Bechyne, 1958)
- Isotes pallas (Bechyne, 1958)
- Isotes partita (Weise, 1921)
- Isotes pedrilla (Bechyne, 1958)
- Isotes perimbuta (Bechyne, 1958)
- Isotes persilea (Bechyne, 1958)
- Isotes perspicua (Baly, 1889)
- Isotes peruana (Jacoby, 1878)
- Isotes plagiata (Weise, 1921)
- Isotes platylimbia (Bechyne, 1958)
- Isotes pollina (Bechyne & Bechyne, 1962)
- Isotes posticata (Baly, 1886)
- Isotes praedita (Erichson, 1847)
- Isotes praestans (Erichson, 1847)
- Isotes prodiga (Erichson, 1847)
- Isotes propinqua (Baly, 1886)
- Isotes protalma (Bechyne, 1958)
- Isotes puella (Baly, 1886)
- Isotes quadratica (Bechyne, 1956)
- Isotes quadrimaculata (Jacoby, 1880)
- Isotes quadrimaculata (Weise, 1922)
- Isotes quadrinotata (Bowditch, 1912)
- Isotes quadripunctata (Gahan, 1891)
- Isotes quadrisignata (Bowditch, 1912)
- Isotes quaturodecempunctata (Jacoby, 1892)
- Isotes reticulata (Baly, 1889)
- Isotes rhaesa (Bechyne, 1956)
- Isotes ribbei (Jacoby, 1892)
- Isotes robusta (Baly, 1886)
- Isotes rubripennis (Erichson, 1847)
- Isotes rufina (Erichson, 1847)
- Isotes sanguineipennis (Baly, 1891)
- Isotes saundersi (Baly, 1865)
- Isotes semiflava (Germar, 1824)
- Isotes semiopaca (Jacoby, 1892)
- Isotes semipurpurea (Jacoby, 1887)
- Isotes septempunctata (Jacoby, 1887)
- Isotes serraticornis (Baly, 1886)
- Isotes setifera (Baly, 1879)
- Isotes severula (Bechyne, 1956)
- Isotes sexpunctata (Jacoby, 1878)
- Isotes sibylla (Bechyne & Bechyne, 1969)
- Isotes simplicipennis (Jacoby, 1889)
- Isotes sobrina (Jacoby, 1887)
- Isotes socia (Gahan, 1891)
- Isotes spiloptera (Baly, 1886)
- Isotes spilothorax (Harold, 1875)
- Isotes stuarti (Bowditch, 1912)
- Isotes suaveola (Baly, 1889)
- Isotes subangulata (Bowditch, 1912)
- Isotes taeniolata (Gahan, 1891)
- Isotes taeniolescens (Bowditch, 1912)
- Isotes ternata (Bechyne & Bechyne, 1961)
- Isotes tetraspilota (Baly, 1865)
- Isotes thammii (Bowditch, 1912)
- Isotes thecla (Bechyne, 1956)
- Isotes theonella (Bechyne, 1958)
- Isotes thesea (Bechyne, 1958)
- Isotes tippmanni (Bechyne, 1956)
- Isotes togata (Harold, 1875)
- Isotes tolima (Bechyne, 1958)
- Isotes torta (Baly, 1889)
- Isotes tuberculata (Baly, 1889)
- Isotes ucumanensis (Bowditch, 1911)
- Isotes uniformis (Jacoby, 1887)
- Isotes valentina (Bechyne, 1956)
- Isotes varipes (Boheman, 1835)
- Isotes venissa (Bechyne, 1958)
- Isotes vittula (Bowditch, 1911)